# Киткин, Александр Павлович
Александр Павлович Киткин 1-й (7 апреля 1859 года, Санкт-Петербург — 14 сентября 1914 года, Санкт-Петербург) — офицер Российского императорского флота. Капитан 1-го ранга Служил на Балтийском море и Тихом океане, находился в дальних походах. В период русско-японской войны участвовал в обороне Порт-Артура. Православного вероисповедания.

## Служба
Окончил Морское училище в Санкт-Петербурге 20 апреля 1880 года с производством в гардемарины флота. Зачислен на Балтийский флот. Первое назначение получил на клипер «Вестник», отправляющийся на Тихий океан. В 1881 году произведён в мичмана. В ходе плавания посетил Японию, Австралию и Сингапур. На Дальнем Востоке России охранял морские промыслы и проводил гидрографические работы у берегов Камчатки. В 1883 году с клипером вернулся в Кронштадт.
В 1885 году назначен на броненосный крейсер «Адмирал Нахимов» в должность командира 4-й роты. В 1887—1891 годах находился в заграничном плавании. 1 апреля 1901 года произведён в чин капитана 2-го ранга.
Далее был назначен старшим офицером строящегося на Адмиралтейских верфях в Петербурге бронепалубного крейсера «Аврора». После ухода с должности командира крейсера капитана 1-го ранга П. П. Моласа в январе 1900 года, с января по июнь временно совмещал эту должность, в том числе во время церемонии спуска на воду перед императором Николаем II. В июне крейсер принял капитан 1-го ранга Н. К. Иениш.
В 1903 году назначен командиром миноносца «Сторожевой», входивший во 2-й отряд эскадренных миноносцев Квантунского флотского экипажа с базированием на Порт-Артур.
18 марта 1904 года назначен временно исполнять должность командира крейсера II ранга «Разбойник», совмещал должность с председателем приёмной комиссии Порт-Артура. 19 декабря 1904 года «Разбойник» был затоплен командой на входном фарватере внутреннего рейда. Во время войны попал в плен к японцам.
В отставке с 1912 года.
Александр Павлович умер в Санкт-Петербурге 14 сентября 1914 года. По одной из версий — погиб спасая людей на пожаре, по другой — скоропостижно скончался. Отпет в Никольском Богоявленском морском соборе. Захоронен на кладбище Александро-Невской лавры.

## Награды
- Орден Святого Станислава II степени (1904)
- Мечи к ордену Святого Станислава II степени за труды и распорядительность при обороне Порт-Артура (утверждены 15.11.1904)
- Орден Святого Владимира IV степени с бантом за 20 морских компаний (1904)
- Орден Святой Анны II степени с мечами (утверждён 12.12.1905)
- Серебряная медаль «В память русско-японской войны»
- Серебряная медаль «В память коронации Императора Николая II»

## Семья

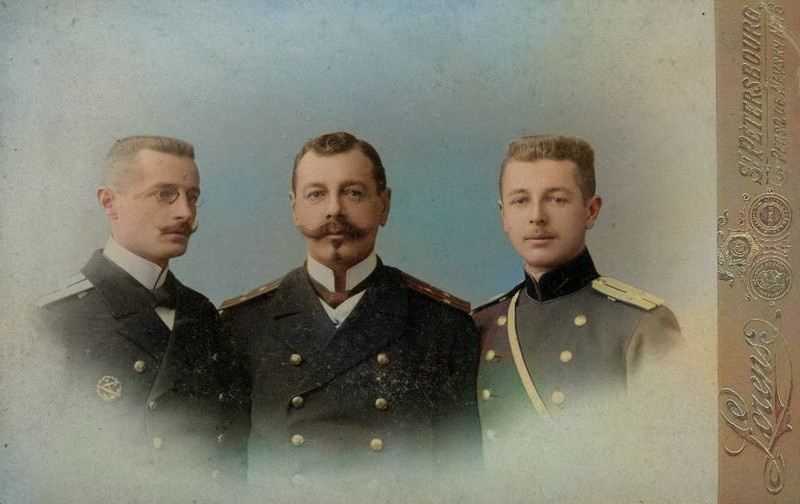
Слева направо: Пётр, Александр и Алексей

Отец Александра, Павел Алексеевич Киткин (1828—1899) — контр-адмирал Российского императорского флота. Всего у него было десять детей.
- Брат Александра, Пётр (1877—1954) — также стал морским офицером, впоследствии контр-адмиралом Российского императорского флота. После 1918 года служил в РККФ. В мае 1942 года определён в службу капитаном 1-го ранга, 5 ноября 1944 года произведён в контр-адмиралы ВМФ СССР. С 1946 года доктор технических наук. Скончался 18 сентября 1954 года, похоронен на Литераторских мостках Волковского православного кладбища в Ленинграде.
- Брат Павел — офицер Пограничной стражи.
- Другой брат, Алексей (1879—1942) — военный инженер, подполковник. Окончил Николаевское инженерное училище по специальности мостостроитель. В должности командира сапёрной роты принимал участвовал в боевых действиях во время Русско-японской войны. В составе инженерного батальона воевал во время Первой мировой войны, в частности, руководил строительством моста через реку Висла. С декабря 1918 года в Красной Армии. Преподавал сапёрное дело и был помощником заведующего учебной частью в Военно-инженерном училище, Николаев. Скончался от истощения в августе 1942 года в блокадном Ленинграде. Похоронен на Пискарёвском кладбище.